# テクノロジー史

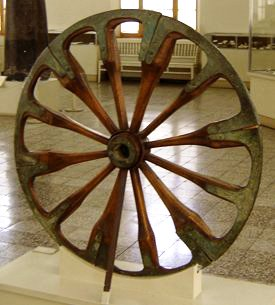
車輪は紀元前4000年ごろに発明され、世界で最も有名で便利なテクノロジーの1つとなった。写真の車輪はイランのテヘランにある国立博物館に展示されているもの。

テクノロジー史（テクノロジーし、英: history of technology）は、道具や技法の発明の歴史であり、世界の歴史と様々な形で繋がっている。人々は知識に基づいて新たなものを生み出す。逆にテクノロジーの進化が知識の源泉である科学の進歩を可能にするという側面もある。例えば、それまで到達できなかった場所に人類が足を踏み込めるようにしたり、宇宙の性質を人間が感じ取れる以上の精度で測定できるようにするなどである。生物としての人間の限界を乗り越える方法論の開発の歴史であるとも言える。
テクノロジーを駆使した人工物は、経済の産物であり、経済成長の力の源であり、日常生活の多くはそういった人工物であふれている。技術革新と社会の文化的伝統は相互に影響しあう。それはまた、軍事力を発展させる手段でもある。

## テクノロジーの進歩度合いの尺度
社会学者や人類学者は、社会文化的進化に関する理論を生み出してきた。ルイス・ヘンリー・モーガン、レスリー・ホワイト、ゲルハルト・レンスキらは文明の発展の原動力はテクノロジーの進歩であるとしている。モーガンの言う社会発展の主要な三段階（未開、野蛮、文明）の概念は、技術的進歩段階で分けることもでき、未開段階では火・弓・陶芸、野蛮段階では動物の家畜化・農業・金属加工、文明段階では文字と筆記などとなる。
ホワイトは、特定の発明ではなくエネルギーを文化の進化段階を判断する尺度とした。ホワイトによれば「文化の最重要機能」は「エネルギー制御方法」だという。ホワイトは、人類の発展段階を5段階に分けた。第1段階では、人類は自らの筋肉をエネルギー源としていた。第2段階では家畜化した動物をエネルギー源としていた。第3段階では植物のエネルギーを使っていた（農業革命）。第4段階では天然資源（石炭、石油、天然ガス）のエネルギー活用法を学んだ。第5段階では原子力エネルギーを利用できるようになった。ホワイトは P=E*T という式を導入した。ここで、Eは消費エネルギー量、Tはエネルギー利用技術の効率である。ホワイトは、年間一人当たりのエネルギー利用量が増えるか、エネルギーを利用する際の技術的効率が向上することで文化が発展すると主張する。ロシアの天文学者ニコライ・カルダシェフはこの理論を発展させ、より発展した文明でのエネルギー利用を分類したカルダシェフの文明階梯を生み出した。
レンスキはより現代的な手法を採用し、情報に着目した。（特に自然環境を適合させることを可能にするような）情報や知識が増えれば、社会がより進歩したとする考え方である。彼は通信手段の発展段階に従って、人類の発展を4段階に分けた。第1段階では情報は遺伝子で伝達される。第2段階では人類が知覚力を獲得し、経験から学習しそれを伝達することができるようになった。第3段階では記号を使うようになり、論理を構築できるようになった。第4段階ではシンボルを生み出し、言語と筆記を生み出した。通信技術の進歩は、経済システムや政治システムの進歩に直結し、富の分配、社会的不平等といったことにも密接に関連する。レンスキはまた、テクノロジー・通信・経済の段階から社会を次のように分けた。
- 狩猟採集社会
- 単純農耕社会
- 発展した農耕社会
- 工業社会
- 特殊ケース（漁業主体の社会など）

1970年代末以降、アルビン・トフラー、ダニエル・ベル、ジョン・ネズビッツといった社会学者や人類学者は、現代を産業社会が終わろうとして脱工業化社会が始まろうとしている時代と捉え、産業や財よりもサービスや情報が重要になるとした。脱工業化社会がさらに進展した社会については特にサイエンス・フィクションで描かれることが多いが、例えば技術的特異点後の社会のビジョンに近いと言われている。

## 年代および地域ごとの歴史

### 初期のテクノロジー

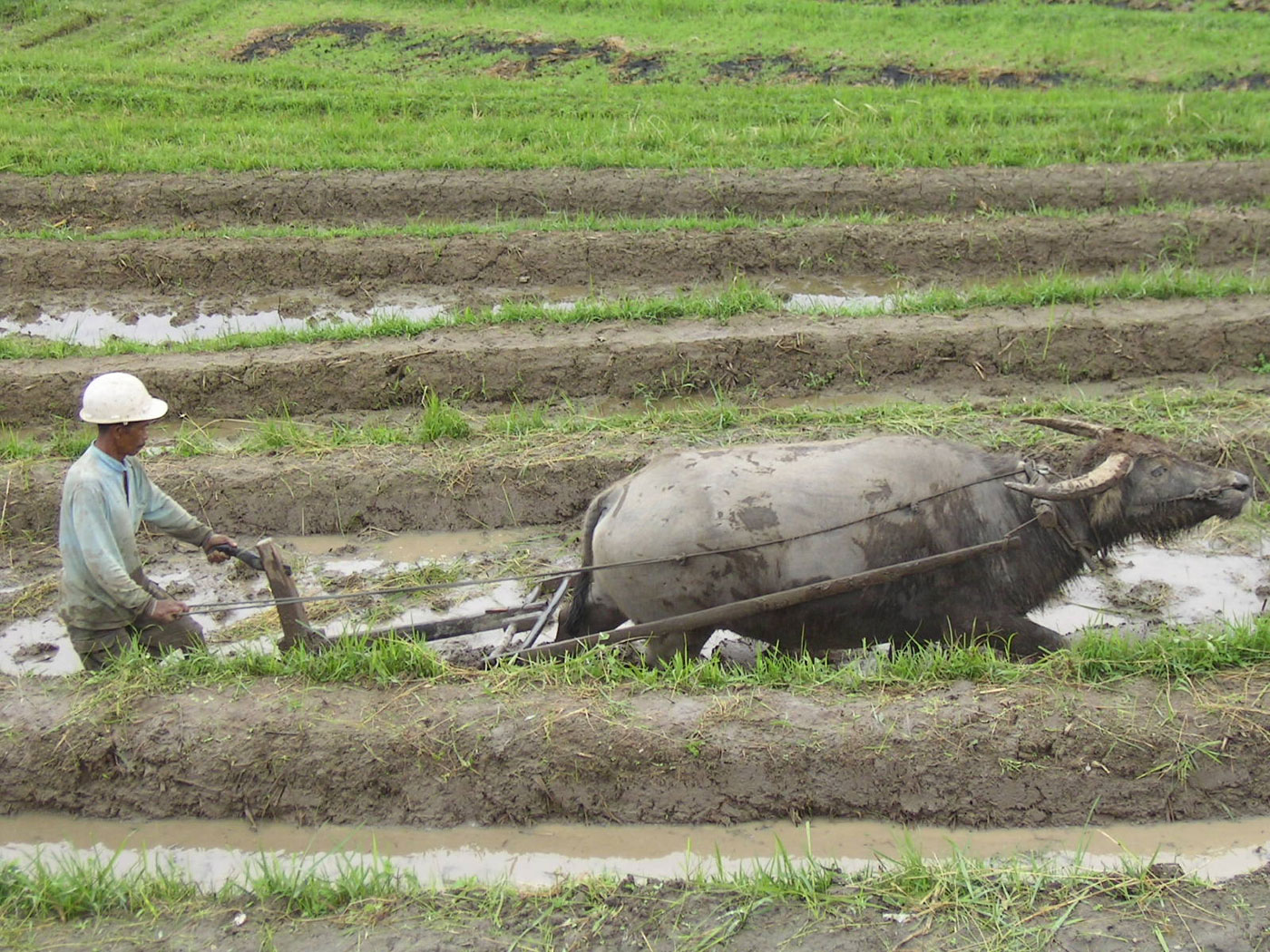
農耕は文字の発明よりも古くから営まれてきた。

- オルドヴァイの石器技術（オルドワン石器） - 250万年前（獲物の動物をさばくための刃物）
- アシュール文化の石器技術 - 160万年前（石斧）
- 火を点け操る技法は旧石器時代から、おそらくホモ・エレクトスが使っていた - 150万年前
- （骨格が現代人と変わらない人類が登場する - 20万年前）
- 被服 - 約10万年前
- ホモ・フローレシエンシスの使った石器 - 約10万年前
- セラミックス - 紀元前2万5000年ごろ
- 動物の家畜化 - 紀元前1万5000年ごろ
- 弓、投石器 - 紀元前9000年ごろ
- 細石器 - 紀元前9000年ごろ
- 銅 - 紀元前8000年ごろ
- 農業とプラウ - 紀元前8000年ごろ
- 車輪 - 紀元前4000年ごろ
- 文字 - 紀元前3500年ごろ
- 青銅 - 紀元前3300年ごろ
- チャリオット - 紀元前2000年ごろ
- 鉄 - 紀元前1500年ごろ
- 日時計 - 紀元前800年ごろ
- ガラス - 紀元前500年ごろ
- カタパルト - 紀元前400年ごろ
- 蹄鉄 - 紀元前300年ごろ
- 鐙（あぶみ） - 紀元後間もなく

#### 石器時代

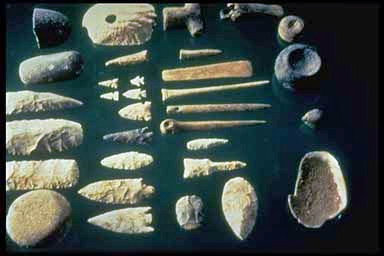
様々な石器

石器時代において、人類はその生活の中でほとんど道具を使わず、数少ない道具は代々受け継がれていった。そんな時代でのテクノロジーは、その環境におけるサバイバルや狩猟や食料採集と深く結びついていた。この時代の主な技術的進歩としては、火、石器、被服がある。石器時代の文化としては（原始的な）音楽があり、文化と文化の衝突として戦争があった。一部の石器時代人は大洋航海可能なアウトリガー付き船舶技術を開発し、マレー諸島を越えインド洋を横断してマダガスカルに移住したり、太平洋を横断したりした。これには、海流、天候、帆走術、天文航法、星図といった知識や技術を必要とする。石器時代初期は、亜旧石器時代または中石器時代と呼ばれる。前者の用語は氷河の影響が限定的だった地域での石器時代初期を指すことが多い。初歩的な農耕技術が開発された石器時代後期を新石器時代と呼ぶ。この時代の磨製石器は、燧石、ヒスイ、ヒスイ輝石、緑色岩などの硬い岩石から作られ、当初は地表に露出した岩盤を採石場にしていたが、後に貴重な石を求めて穴を掘って探すようになり、鉱業技術の始まりとなった。磨製石器の斧は森林を伐採して農地にするのに使われ、非常に便利だったため青銅器時代や鉄器時代になっても使われ続けた。
旧石器時代の文化では、何かを書いて記録を残すということがなかったが、狩猟採集の放浪生活から農耕を基盤とした定住生活への転換は考古学的証拠からある程度推定できる。証拠としては例えば、太古の道具、洞窟壁画、ヴィレンドルフのヴィーナスなどの先史時代の芸術品がある。人骨やミイラも直接的な証拠を提供する。具体的な証拠は少ないが、先史時代の人類の生活様式とその生活においてテクノロジーが果たした役割について、科学者や歴史家は有意な推論を形成することができた。

#### 青銅器時代

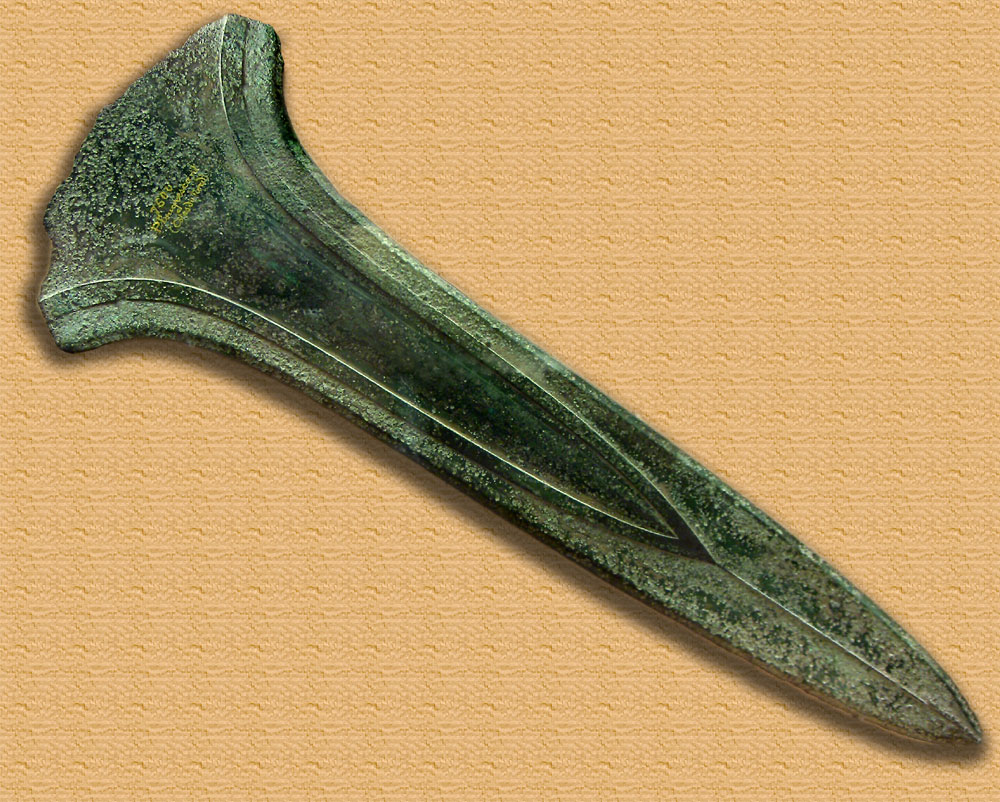
青銅器時代後期の剣または短剣

石器時代は新石器革命を経て青銅器時代へと発展した。新石器革命とは農耕技術の劇的変化であり、農耕の開始、動物の家畜化、定住などといった事象を含む。これらの要因の組合せにより、銅の精錬、さらにはスズと銅の合金である青銅の精錬が開始され、道具の素材として使えるようになった。ただし、磨製石器も原料が金属より遥かに入手しやすいことから（特にスズは入手が困難）、青銅器時代に入ってからも長く使われ続けた。
このテクノロジーは明らかに肥沃な三日月地帯で始まり、時と共に広まっていった。なお、石器⇒青銅器⇒鉄器という発展は常にそうだったわけではない。特にユーラシア大陸以外でのテクノロジー史ではこれは正確ではないし、特にオーストラリア（スピニフェックス人）、アンダマン諸島（センティネリーズ）、アマゾン川流域の様々な部族など孤立した地域では全く当てはまらず、石器時代のテクノロジーを現代まで使い続け、農耕も金属器テクノロジーも開発しなかった。

#### 鉄器時代

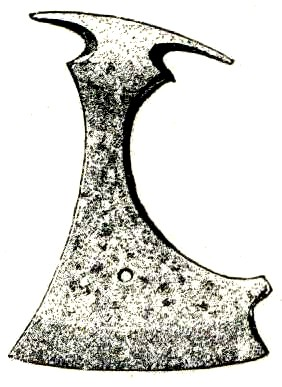
スウェーデンの鉄器時代の鉄製斧

鉄器時代になると、鉄の精錬テクノロジーが登場した。鉄は青銅を置き換え、道具も青銅器より強いものが安価に作れるようになった。ユーラシア大陸の多くの文化では、鉄器時代の次の段階として書き言葉としての言語が生み出されたが、これも常にそうなったとは言えない。鋼は高温の炉を必要とするため大量生産できなかったが、鉄を鍛造することで炭素含有率を適当な値に減らし鋼を作ることができた。鉄鉱石は銅やスズよりも広範囲で産出する。ヨーロッパでは、戦争中の避難所あるいは定住場所として大きなヒルフォートが建設された。時には、青銅器時代から存在した砦を拡張した。鉄の斧を使うことで森林を伐採する速度が上がり、増大する人口に食料を提供するための農地としていった。
紀元前1000年から紀元前500年ごろまで、ゲルマン人は青銅器時代だったが、ケルト人は同じころ鉄器時代に入っており、ハルシュタット文化が生まれていた。それらの文化は古代ローマと軍事的にも農耕の慣習上でも対立したが、ヨーロッパ人はローマ人の技術的優位によって征服された。

### 古代文明
テクノロジーとエンジニアリングにおいて最も大きな進歩を成し遂げたのは古代文明の時代であり、それが周辺の社会にも刺激を与え、生活と統治の新たな手法が採用されていった。
古代エジプト人は、建設における斜面の利用など、様々な単純機械を発明して使っていた。インダス文明は資源豊富な地域に生まれ、早くから都市計画を行い、衛生技術が発達した。古代インドは航海技術も発達させており、モヘンジョダロから帆船を描いたパネルが見つかっている。ヴァーストゥ・シャーストラはいわば古代インドの建築学であり、材料工学、水文学、衛生についての完全な理解が基盤にあることを示唆している。
中国でも世界初の発明や発見が数多くなされてきた。中国発祥のテクノロジーとしては、初期の地震計、マッチ、紙、鋳鉄、鉄製の犂、多条播種機、吊り橋、落下傘、天然ガスの燃料としての利用、方位磁針、立体地形図、プロペラ、クロスボウ、指南車、火薬などがある。

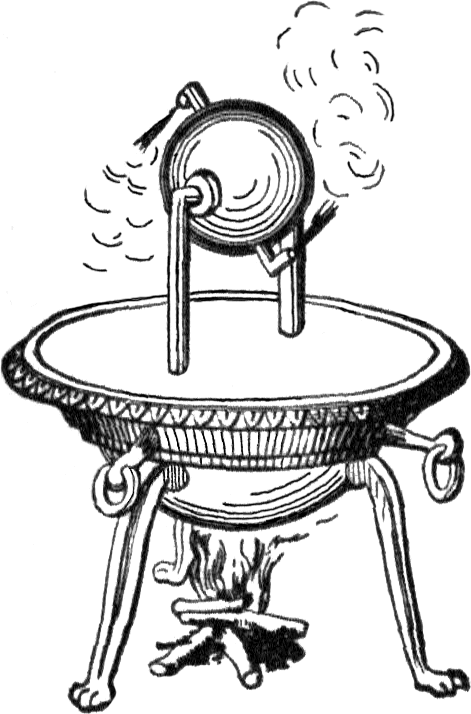
アイオロスの球。世界初の蒸気機関

古代ギリシアやヘレニズムの技術者は様々なテクノロジーを発明し、既存のテクノロジーを改良した。特にヘレニズム時代は新しいアイデアに寛容で王室が技術や学問の育成を行ったため、ムセイオンとアレキサンドリア図書館が作られ、技術的独創性が開花した。それ以前の発明者の名は不明だが、この時代になると、アルキメデス、ビザンチウムのフィロン、アレクサンドリアのヘロン、クテシビオスといった発明家の名が今も残っている。
古代ギリシアの技術革新は力学的テクノロジーが顕著で、例えば人間の筋力に頼らない動力源として水車を利用することを考案した。水力のほかにもアレクサンドリアのヘロンは風力を使った実験を行い、世界初の蒸気機関（アイオロスの球）を作り、自然の力を利用する可能性の扉を開けた。これが実用化されるのは産業革命のころである。この時代の機械装置で特に重要なものとして、歯車とねじを直角に組み合わせたウォームギアがある。

上射式水車はヘレニズム時代の発明とされている。

農業の生産様式は、アルキメディアン・スクリュー、水汲み水車、ポンプ、真空ポンプ、チェーンポンプといった新たな揚水装置の発明と広範囲な利用による灌漑法の発達によって変化してきた。
音楽においてはクテシビオスが水オルガンを発明し、それを改良して鍵盤楽器が発達していった。計時手段では、文字盤と指針の機構を持った流入型水時計が登場した。フィードバックシステムと脱進機構を応用したもので、従来の流出型水時計に取って代わった。
有名なアンティキティラ島の機械は差動歯車を使った一種のアナログコンピュータであり、アストロラーベは天文学の発展に大いに寄与した。
ギリシア人技術者は様々なオートマタも生み出した。自動販売機、自動手水鉢、自動扉などだが、基本的には玩具のようなものである。しかし、これらにはカムやジンバルといった新たな機構が使われている。
古代ギリシア人は、兵器ではカタパルトやガストラフェテスと呼ばれるクロスボウ、冶金では中空の青銅鋳物、測量ではディオプトラ、基盤としては灯台、セントラルヒーティング、両端から計画的に掘られたトンネル、船を運ぶ道路、乾ドック、配管などを発明した。これらの建設には、クレーン、ウィンチ、手押し車、走行距離計などの発明が背景にある。
他にも螺旋階段、チェーン駆動、スライド式カリパス、シャワーなども、この時代のギリシア人が発明した。

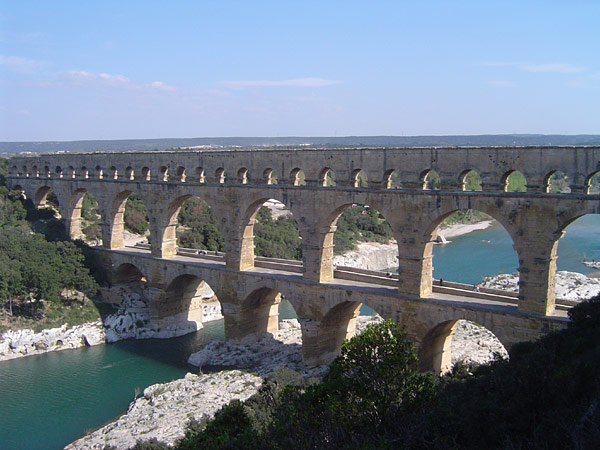
ローマ水道ポン・デュ・ガール（フランス）

古代ローマ人は、集約型の洗練された農耕法を開発し、鉄を使ったテクノロジーを発展させ、個人所有の概念を持つローマ法を生み出し、石工技術を改良し、道路建設（それ以降19世紀まで進歩がない）や軍事技術や土木技術や紡績を発展させ、刈取機などの各種機械を生み出して生産性を上げた。ローマ人は巨大アーチの建設技法を生み出し、アンフィテアトルム、ローマ水道、公衆浴場、アーチ橋、泊地、ため池、ダム、ヴォールト、ドームなどを帝国中に大規模に建設した。特筆すべきローマ人の発明として、コデックス、吹きガラス、コンクリートがある。ローマは火山性の半島に位置し、そこの砂はコンクリートに最適な結晶性の粒を含んでいたため、コンクリートが極めて丈夫になった。そのため2000年ももつような建物が建設できた。
インカやマヤ文明の技術は、今日の標準から見ても偉大である。例えば、1トンもあるような石を刃先すら入らないように積み上げている。村には用水路と排水路が完備され、農業も効率化されていた。水耕栽培を発明したのもインカだと言われているが、その農業は基本的に土に基づいたものだった。マヤ文明は冶金および車輪というテクノロジーを持っていなかったが、高度な筆記言語と天文学を発達させ、石の彫像を造った。インカと同様、マヤでも農業技術と建設技術が発達していた。当時マヤでは女性が新しいものを生み出すものとされていたため、建設作業のほとんどは女性が行ったと言われている。アステカは都市間の通信システムを発達させた。メソアメリカでは輓獣に適当な動物がいなかったため、車輪も発明されず、道路はもっぱら徒歩で使用された。

### 中世と近代のテクノロジー

#### 中世ヨーロッパ

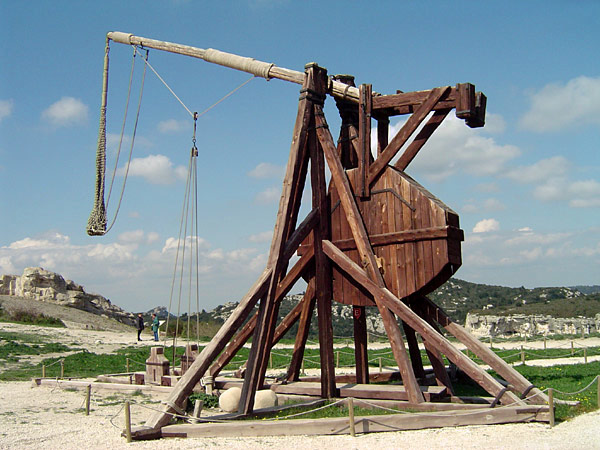
中世のトレビュシェット（平衡錘投石機、再現）

中世ヨーロッパにおけるテクノロジーの状況をよく表す言葉として traditio et innovatio（伝統と革新）がある。従来、中世ヨーロッパのテクノロジーは教会によって進歩が阻まれていたと言われ、現代の著作でも教会を科学技術の発展を阻害する悪者として描いたものがあるが、リン・ホワイトなどのアメリカの科学史家らは1940年代ごろから、中世にも様々な技術革新があったと主張している。中世ヨーロッパの発明と言えるものとしては、機械式時計、眼鏡、垂直型の風車などがある。中世の発明品としては、透かしや押しボタンといった一見して目立たないものもある。また、大航海時代をもたらした船や航法に関する発明として、舵の改良、大三角帆、乾式コンパス、アストロラーベなどがあった。また水車の普及がヨーロッパ中に拡大することにより、動力としての水力の利用が一般的になる。粉ひき、木材、石切り、鉱山でも使用された。その後近世になると水力利用は冶金、造船など使用範囲が拡大し工業化、産業革命につながる。
軍事テクノロジーでも多大な進歩があり、プレートアーマー、鉄製クロスボウ、トレビュシェット、カノン砲などが開発された。中世の建築ではリブ・ヴォールトと尖頭アーチを多用したゴシック建築がある。また、中世は防御施設が数多く建設された時代でもあり、'age of castles'（城の時代）とも言われている。

#### イスラム世界の農耕革命
8世紀ごろから、イスラム世界では農業の根本的な転換がありムスリム農業革命あるいはアラブ人農業革命と呼ばれている。パクス・イスラミカなどと呼ばれた時代にイスラム教徒の貿易業者が旧世界中で貿易を行い、それによって世界各地の農産物や農耕技法が別の地域に拡散していき、イスラム世界各地で新たな農産物が栽培され、新たな農耕技法が使われるようになった。この時代の農産物の拡散と農耕の機械化により、経済や人口の分布や植生の分布に大きな変化が起こった。農業生産量と収入が増大し、人口が増え、都市化が進み、それに関連して産業が起こり、料理や被服などの生活面でも変化が起きた。
イスラムの技術者らは、水力を使った新たな産業をいくつも起こし、潮力、風力、石油の産業での利用法を考案し、大規模な工場を作ることに貢献した。水車場は8世紀から広く産業用途に使われた。イスラム世界では様々な産業用の水車が開発された。洗濯用水車、粉引き用水車、籾すり機、製紙用水車、造船所用水車、杵つき水車、製鉄所用水車、砂糖工場用水車などである。11世紀には、アンダルスや北アフリカから中東や中央アジアまでのイスラム世界のほとんどの地方でこのような産業用水車が使われていた。他にもクランクシャフトや水力発電用タービンの原形が中世イスラム世界で発明された。
イスラムの科学者や技術者はこの時代に様々な発明を行っている。有名な発明家としては、アッバース・イブン・フィルナス、タキ・アルジン、アル＝ジャザリがいる。この時代に生まれたものとしては、コーヒー、硬い石鹸、シャンプー、硝酸、蒸留器、バルブ、往復運動と回転運動の変換機構、キルト、動物の腸を使った手術用の糸、風車、接種、万年筆、暗号解読法、頻度分析、石英ガラス、現代的な小切手、爆発物、ロケット、焼夷弾がある。

#### ルネサンス

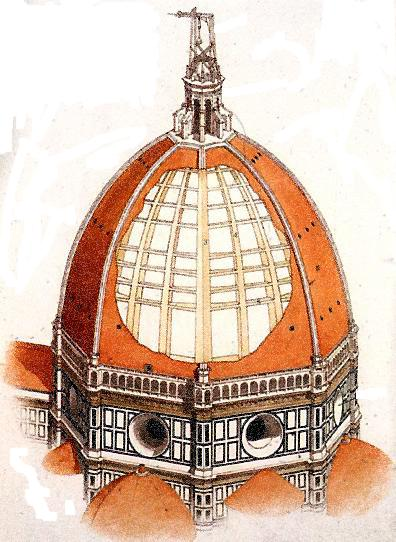
サンタ・マリア・デル・フィオーレ大聖堂のドーム
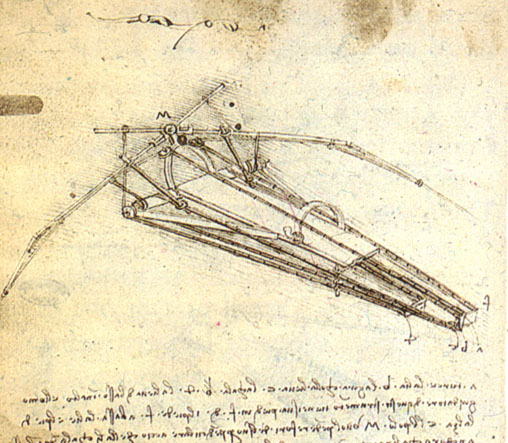
レオナルド・ダ・ヴィンチによる飛行機械の設計図（1488年ごろ）

ルネサンス期には、印刷機、遠近法、特許法、2層構造のドーム、星形要塞といった技術革新があった。タッコラやレオナルド・ダ・ヴィンチらルネサンス期の芸術家兼技術者のノートには、当時知られていた機械技術への深い洞察が見られる。建築家や技術者は古代ローマの建築物に着想を得て、例えばフィリッポ・ブルネレスキはサンタ・マリア・デル・フィオーレ大聖堂の巨大ドームを生み出した。彼はその建築物の天辺まで石材を持ち上げるために設計した巧妙なクレーンを保護するため、世界初の特許の1つを授与された。イタリアでは都市国家間の衝突が絶えず、そのためクロスボウや強力な大砲が広範囲に使用されるようになり、軍事技術も急速に発展した。メディチ家のような有力な一族が芸術や科学の強力な庇護者となった。ルネサンス期の科学から科学革命が生まれ、科学とテクノロジーは相互に影響しあって発展していった。

#### 大航海時代
帆船（キャラック船）の進歩によって大航海時代が到来し、ヨーロッパ諸国によるアメリカ大陸の植民地化が始まった。時代を反映してフランシス・ベーコンが『ニュー・アトランティス』を著した。ヴァスコ・ダ・ガマ、カブラル、マゼラン、クリストファー・コロンブスといった先駆者は、アフリカ、インド、中国との伝統的な陸路より短縮できないか、新たな交易路を求め、世界中を探検した。その過程で彼らはアメリカ州も再発見した。彼らの作った新しい地図や海図により、後の航海者が自信を持ってさらなる探検を行うようになった。航海において最大の問題は経度の測定であり、そのためには正確なクロノメーターが必要だった。ヨーロッパの繁栄は、古代ギリシア以来忘れられていた民法典の考え方を再発見するに至った。

### 産業革命

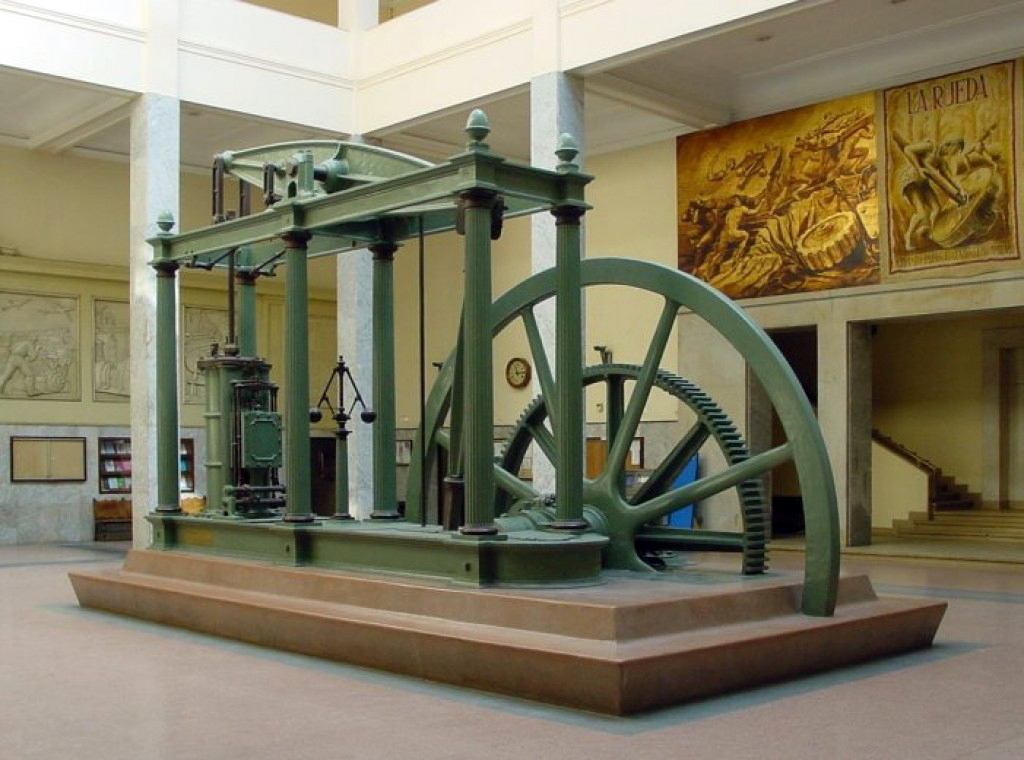
ワット式蒸気機関
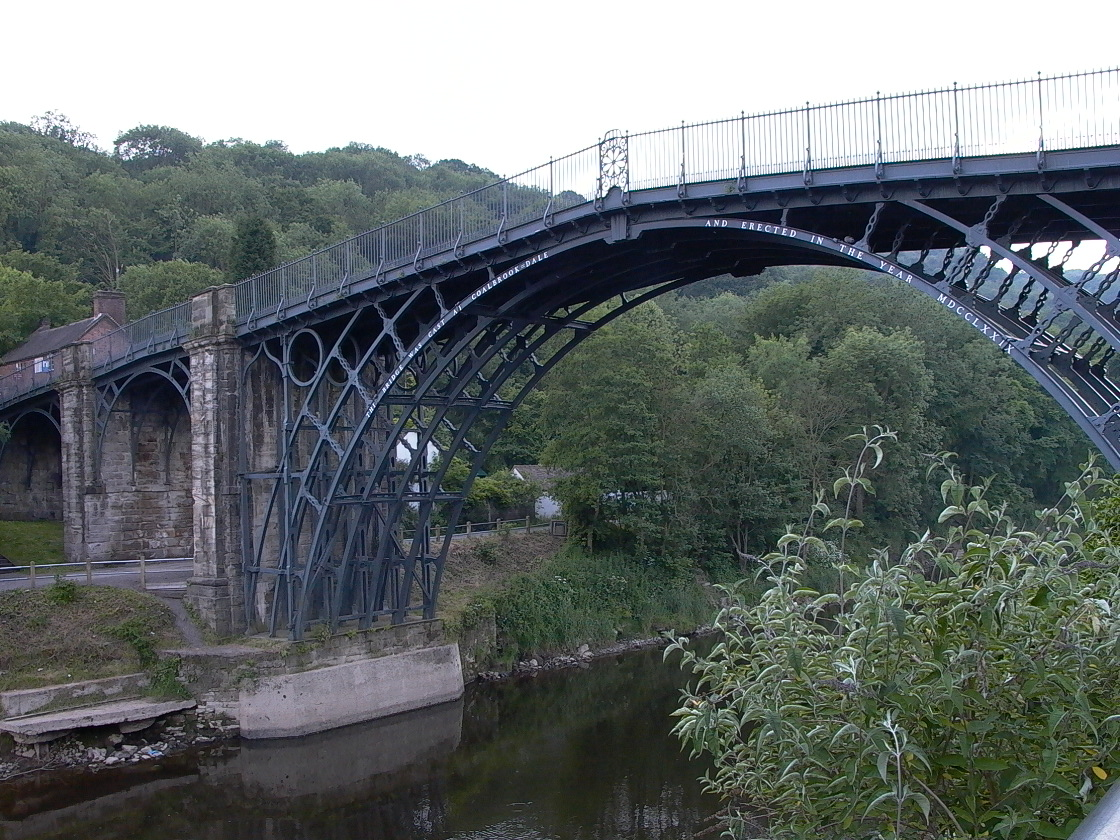
鉄橋

イギリスの産業革命の特徴は、織物製造業、鉱業、金属工学、蒸気機関による交通といった部分の発展である。産業革命の原動力となったのは、グレートブリテン島で豊富に産出し続けていた石炭が提供する安価なエネルギーだった。石炭はコークスに変換されて高炉に使われ、鋳鉄の大量生産が可能となり、アイアンブリッジのような構造を作れるようになった。石炭が安価に供給されるようになったため、動力源としての水車を必要としなくなり、工場の立地に水辺を選ぶ必要がなくなったが、当然ながら水力が使える場所では水車も使われ続けた。蒸気機関は鉱山の排水にも使われ、石炭の採掘量がさらに増えた。蒸気機関の発達により、蒸気機関車が作られるようになり、交通機関にも革命が起きた。

### 19世紀

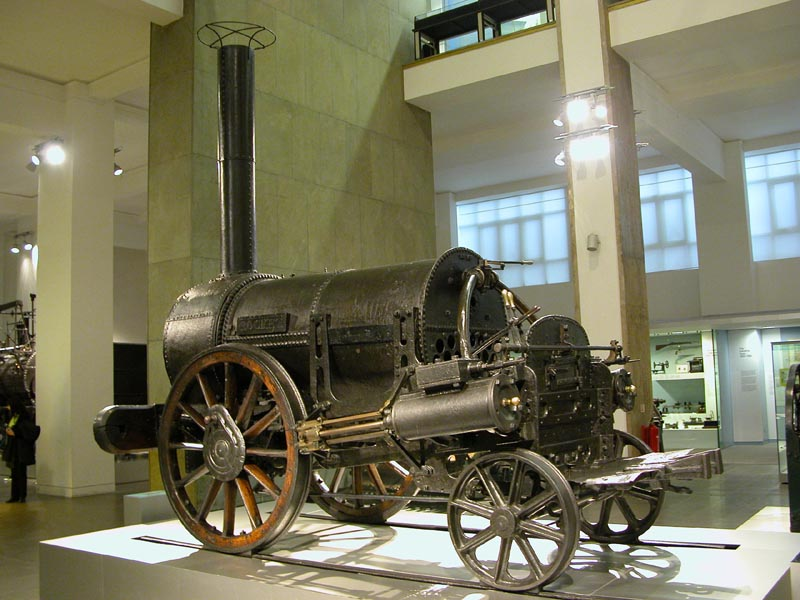
ロケット号

19世紀は、ヨーロッパ、特にイギリスを起点として、輸送、建築、通信といったテクノロジーの全面的発展が始まった時代である。1801年にマーク・イザムバード・ブルネルがライン生産方式を開始し、大量生産時代の幕開けを切り開いた。蒸気機関は18世紀初頭から存在したが、19世紀になって蒸気船や鉄道が実用化された。1830年、マンチェスターとリバプールを結ぶ世界初の鉄道が建設され、ロバート・スチーブンソンのロケット号が世界初の実用化された蒸気機関車となった。電信も19世紀に実用化され、鉄道の安全な運行を助けた。
電球や電気鉄道といった電気機器の多くが登場し、19世紀末までにはトーマス・エジソンらが配電システムの事業化に成功した。工作機械は19世紀初め、リチャード・ロバーツとジョセフ・ホイットワースらが生み出した。蒸気船は最終的に鉄で覆われるようになり、日本や中国の開国に大きな役割を果たした。1856年には当時最大の蒸気船グレート・イースタン号を用いた大西洋横断電信ケーブルの敷設が始まり、1866年に実現した。また同年には、ヘンリー・ベッセマーがベッセマー法による製鋼法を発表し、鋼鉄の大量生産が始まり、それまでは設計図上の世界だった鋼鉄の橋・高層ビル・鋼船などが現実のものとなっていった。チャールズ・バベッジは汎用の機械式計算機を構想したが、完成させることはできなかった。1896年、ハーマン・ホレリスはタビュレーティングマシンを事業化し、その事業はのちのコンピュータ時代の礎となった。19世紀は科学的知見の技術への応用が本格的に始まった時代であり、19世紀末の第二次産業革命は、化学・電気・石油・鉄鋼に関連したテクノロジーの急激な発展であり、その根底には高度に構造化された技術研究があった。

### 20世紀

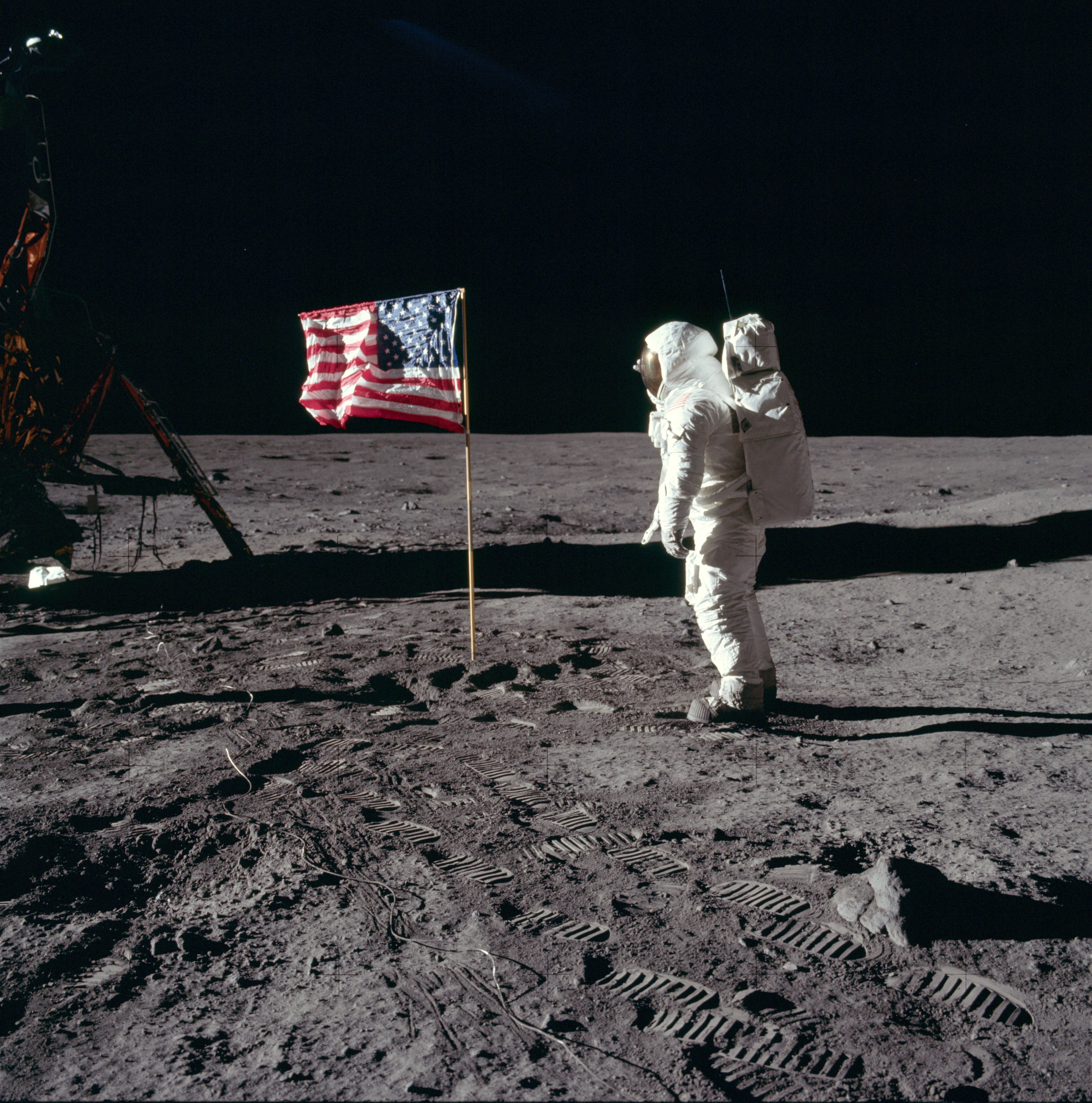
アポロ11号の月面着陸

20世紀に入ると、主にアメリカ合衆国を起点に通信技術、輸送技術の発達が全世界規模の知的交流の速度を加速させ、科学的方法の実践、研究開発の拡大といった全てが現代の科学技術の発達に寄与した。20世紀前半には科学的進歩は軍事用研究開発と直接結びついていたため、電子計算機や原子力などの新しい理論に基づくテクノロジーも戦争のために急速に開発され、第二次世界大戦後に民生用途に応用された（スピンオフ）。ラジオ、レーダー、初期の録音技術は、無線通信、放送、ファクシミリ、データの磁気記録を生み出す元となった。エネルギーと動力機関のテクノロジーも広範囲に発展し、例えば原子力はマンハッタン計画後に発展していった。輸送手段としてのロケットは、アメリカ合衆国（ロバート・ゴダード）、ロシア（コンスタンチン・ツィオルコフスキー）、ドイツ（ヘルマン・オーベルト）で主に開発され、20世紀後半に人類を宇宙に送り出す原動力となった。1969年にはアポロ11号が月面に到達し、人類のテクノロジーの一つの到達点となった。アポロ計画によって培われたCNC（コンピュータ数値制御）による機械工作や集積回路などの技術は、1970年代に一般に広まり、産業界を一変させることになった。
20世紀後半には生命工学の分野が開拓され、1970年代初頭までに、DNAを特定の位置で切断する制限酵素、DNA断片をつなぎ合わせるDNAリガーゼ、DNAを細胞に導入する形質転換の技術が開発され、遺伝子組み換えの技術が確立した。コンピュータの発展も目覚ましく、1990年以降、インターネットとWorld Wide Webの普及が始まり、世界規模での知的資産の蓄積と交換に寄与した。
全米技術アカデミーは、専門家の投票により、20世紀の重要な技術開発に以下のように順位をつけた。
1. 電化
2. 自動車
3. 航空機
4. 水道
5. 電子工学
6. ラジオとテレビ
7. 農業の機械化
8. コンピュータ
9. 電話
10. 空気調和と冷凍
11. 高速道路
12. 宇宙船
13. インターネット
14. 画像処理
15. 家庭用品
16. 医療工学
17. 石油化学技術
18. レーザーと光ファイバー
19. 原子核工学
20. 物質科学

### 21世紀

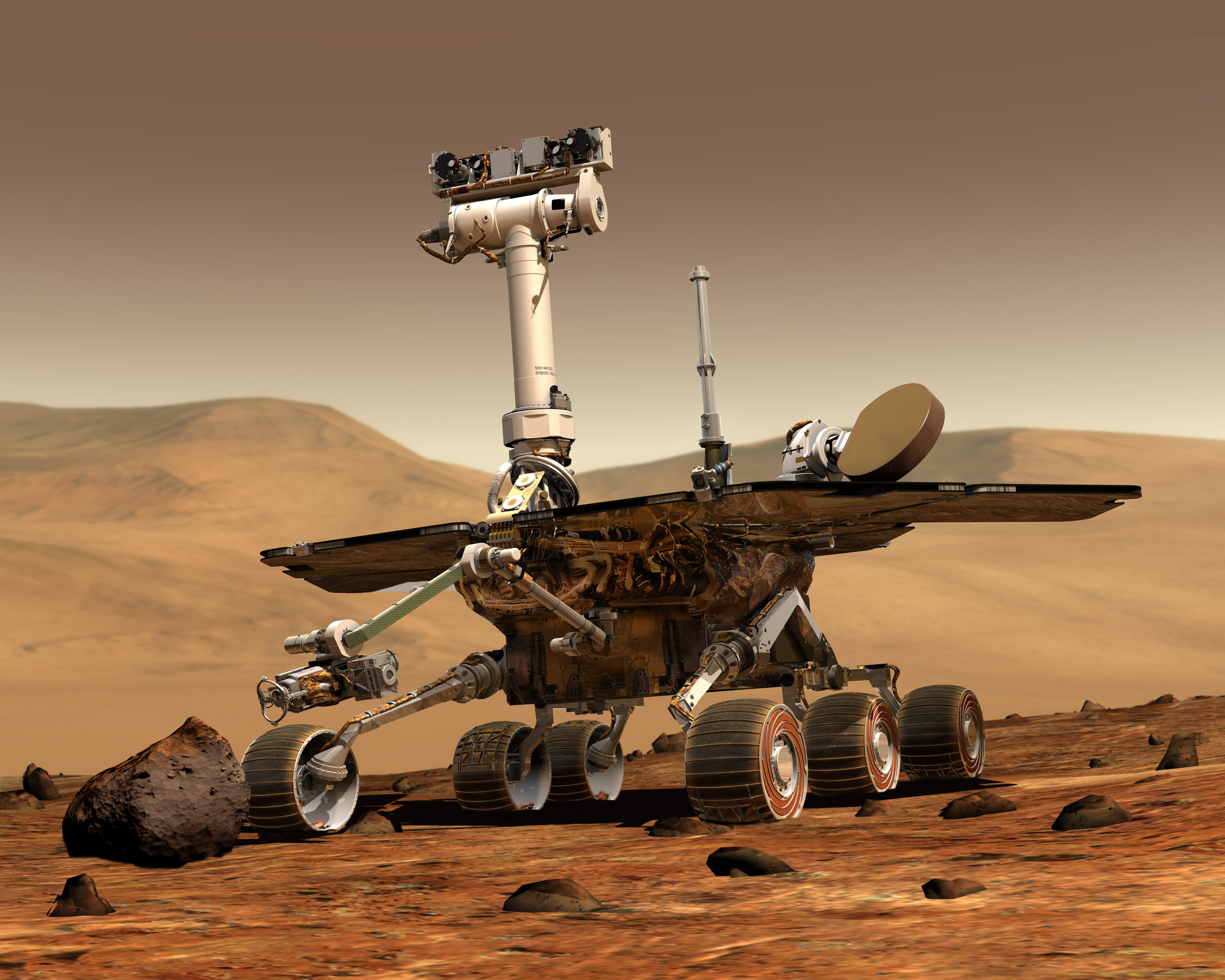
マーズ・エクスプロレーション・ローバーはNASAが想定した以上の期間に渡って機能し続け、大量の情報を送ってきた。

21世紀になっても、テクノロジーの発達の勢いは加速し続けており、特に計算機工学とバイオテクノロジーの発達は大きく加速し続けている。2000年代末までに先進国ではブロードバンドインターネット接続が当たり前となっており、2010年代に入ると発展途上国も含め全世界的にモバイルブロードバンド接続環境の普及が進展するなど、情報の蓄積と交換の速度は加速度的に増大している。ネット上で日々蓄積される膨大な情報は人間だけでは十分に利活用しきれないため、データマイニング技術のニーズが急激に高まり、ビッグデータ解析への人工知能の活用が進みつつある。インターネットが日常化したことにより、ビジネスだけでなく、家庭においても、情報の利活用に大きく興味関心が移行している。
20世紀と比較しての特徴は、研究開発と新技術の産業化のサイクルが早くなったこと、政府や軍主導による巨大技術開発より、小規模なベンチャーを含む民間主導での技術開発が盛んになったことであり、軍事技術の民生転用（スピンオフ）よりも、民生技術の軍事転用（スピンオン）の方が盛んになった。また、環境問題を解決するための環境対応技術にも重点が置かれ、省資源・省エネルギー技術、廃棄物の処理・再生のプロセスを担うリサイクル技術へのニーズも高まっている。
その中でも、特に精力的に研究が進められている分野としては、量子コンピュータ、並列コンピューティング、半導体メモリ（フラッシュメモリ、MRAM、FRAMなど）、スピントロニクス、半導体の低消費電力技術、ディスプレイ技術（有機ELなど）、発光ダイオードや太陽電池の効率向上、ナノテクノロジー、ロボット工学、再生医学、化学療法、物質科学（例えばバイオプラスチックなどの生分解材料の開発や、レアメタル代替技術などの代替材料開発）、代替燃料（例えば、燃料電池、プラグインハイブリッドカー）、スマートグリッドなど多数ある。原子核融合（ITER）の研究も進められているが、実用化の目処は立っていない。
生物学分野では遺伝子操作が新たな知見を次々と生み出しており、再生医療や創薬、オーダーメイド医療への応用も進められている。コンピュータの高性能化に伴いバイオインフォマティクスを応用したゲノム解析とプロテオーム解析も進みつつある。
2012年頃からは、2006年のディープラーニングの発明と、2010年代以降のビッグデータ収集環境の整備により、データマイニングやパターン認識、自動運転技術のような特化型人工知能への応用が広がりつつある他、汎用人工知能、あるいは「強いAI」実現に向けた機運が急激に高まり、人間の脳を機械に接続するブレイン・マシン・インターフェース (BMI)の研究も本格化している。楽観的過ぎるとの批判が挙がっているが、技術的特異点の概念が脚光を浴びるなど、技術によるユートピアの実現に向けた期待が大きく膨らんでおり、国家が主導して理系人材の育成を促進している。この傾向は、AI研究において世界最大級の投資額を誇るアメリカと中国で特に顕著である。
このように人類史上例を見ない劇的な技術進歩の中で、インターネット，パソコン，タブレット，スマートフォン等に代表されるITの世界的な普及により、人類がVDT作業に掛ける時間が急激に増加しており、先進国の市民を中心に、固定した姿勢の継続や至近距離から強い光刺激を受け続ける事などによる健康面での問題が起きている。この問題は、生物としての人類は数万年単位で新たな環境に適応するように進化して来たが、ITの進歩がその進化速度を遥かに上回っているため起きている問題である。
ITが著しく進歩する中、宇宙開発は停滞気味である。2011年にスペースシャトル計画は終了し、1960年代に基本設計がされたロケットが21世紀に入っても広く使われているが、ファルコン9など民間企業が独自のロケットを開発する等の新しい流れもある。宇宙空間では従来の化学エンジンとは異なるイオンエンジンが姿勢制御や惑星探査に使われるようになり、探査機の軽量化や静止衛星の長寿命化に貢献している。完成した国際宇宙ステーションは、宇宙探査計画の中間プラットフォームを提供したり、無重力実験に使われている。赤外線を使ったジェイムズ・ウェッブ宇宙望遠鏡は、原始の銀河を特定したり、太陽系の銀河内の位置を正確に求めることを期待されている。困難や批判は多々あるが、NASAとESAは2030年代に有人火星探査を計画している。宇宙開発の停滞は、必要なデータを集めるための実験の時間や金額的なコストが膨大であることが原因である。